# Olivier Primeau
Pour les articles homonymes, voir Primeau.
 (mai 2025).

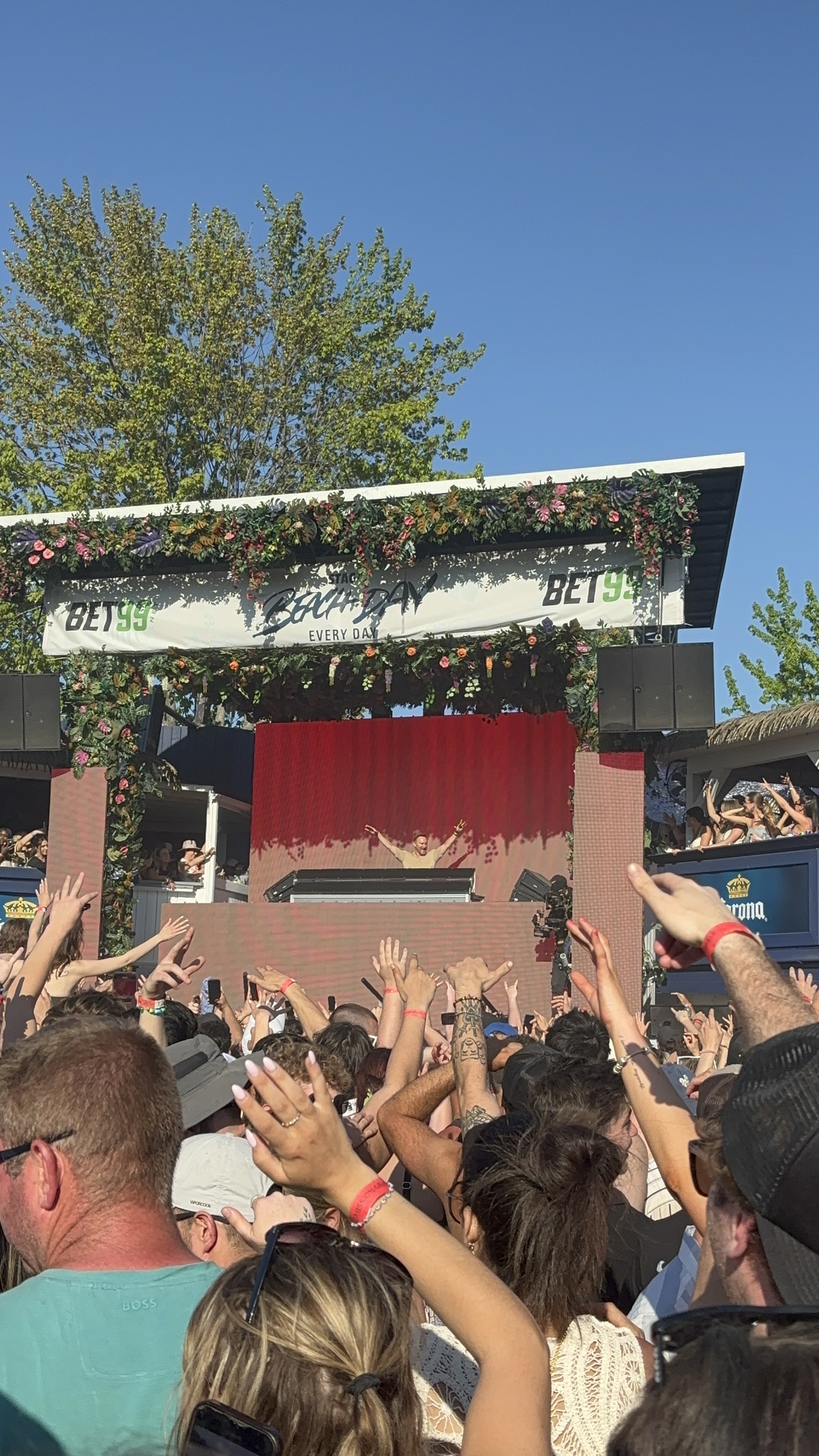
David Guetta Beachclub 2024

Olivier Primeau, né le 14 novembre 1985, est un entrepreneur et personnalité publique québécois,,. Il s’est fait connaître en 2015 avec l’acquisition du Beachclub de Pointe-Calumet avec sa famille. PDG et copropriétaire du Groupe Midway, spécialisé en événementiel, il est aussi actif dans les boissons prêtes à boire, l’hospitalité et les médias.

## Jeunesse
Olivier Primeau est né dans la petite municipalité de Sainte-Martine, sur la Rive-Sud de Montréal. Il a été initié très tôt au monde de l’entrepreneuriat en classant les canettes de l’épicerie familiale dès l’âge de 5 ans. 20 ans plus tard, en 2005, il est devenu le directeur du deuxième IGA de la famille comptant plus de 150 employés et un chiffre d'affaires de plusieurs millions de dollars par année.

## Carrière

### Beachclub
En 2015, après la vente de l’une des épiceries familiale, il fait l’acquisition du Beachclub avec son père et son frère. En accueillant divers artistes internationaux et en mettant en place des stratégies de marketing novatrices, il a propulsé le Beachclub à la tête du classement des meilleurs clubs canadiens. Selon DJ Mag, en 2020, le Beachclub se classe à la première position des meilleurs clubs au Canada ainsi qu’à la 29ème place à l'international. Olivier Primeau avait annoncé la fermeture du Beachclub en 2024. Cependant, celui-ci ouvrira une fois de plus en été 2025 en raison des zones inondables qui menacent son nouveau projet.
Depuis son acquisition par la famille Primeau en 2015, le Beachclub a accueilli des artistes comme Flo Rida, Kylie Jenner, Dan Bilzerian, DJ Snake, David Guetta, Hardwell, Daddy Yankee, Migos, Illenium et plus récemment Martin Garrix, Tiësto et Sean Paul.

### Beach Day Every Day
En 2017, Olivier développe sa marque de commerce Beach Day Every Day. Débutant avec une collection de vêtements en collaboration avec Jack&Jones, les produits Beach Day Every Day ont connu un énorme succès d'envergure nationale.
Il a ensuite établi un partenariat avec AB Inbev, le plus important brasseur au monde avec qui il a conçu des boissons à base de malt, les fameuses Beach Day Every Day. Ces boissons sont maintenant disponibles dans toutes les épiceries et dépanneurs du Québec ainsi qu’en Ontario, vendant des millions de canettes année après année. Ces boissons alcoolisées deviennent rapidement les plus vendues dans la province ce qui l’inspire alors à développer deux vins ; un blanc et un rosé, qui sont aussi au palmarès des ventes des épiceries et dépanneurs. Il a aussi récemment fait l'acquisition de la distribution canadienne d'Espresso Caps, une entreprise offrant des capsules de café compatibles avec la technologie Nespresso dominant le marché français depuis 2010 qui sont disponibles dans tous les épiciers Métro du Québec.

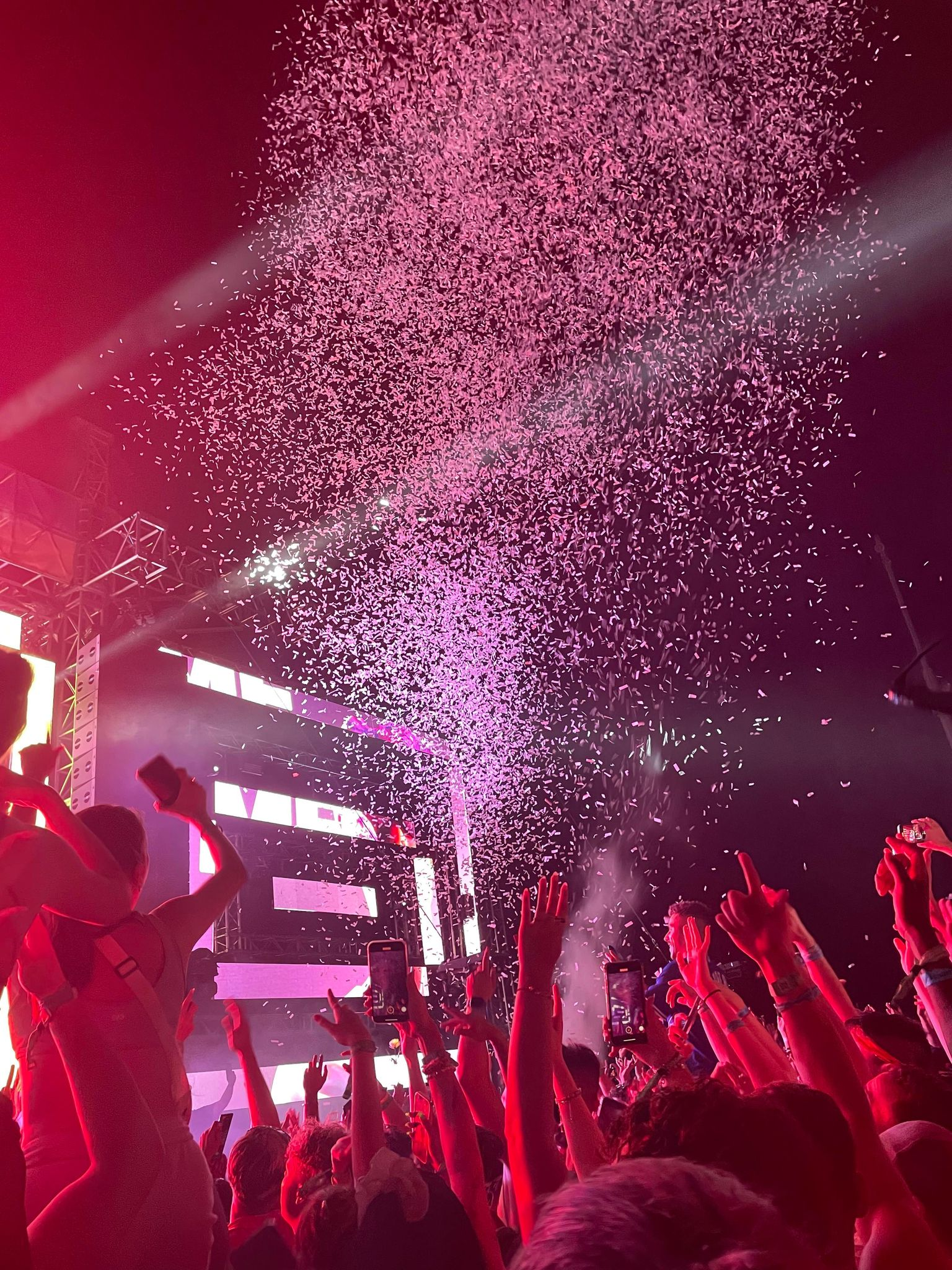
Escapade Music Festival in 2022

En 2018, il devient partenaire de l’un des plus gros festivals de musique électronique au Canada, Escapade Music Festival[réf. nécessaire].
C’est durant cette même année qu’il se joint à la télé-réalité XOXO, diffusée à TVA, en tant que l’un des trois conseillers auprès de jeunes célibataires venus vivre une vie de rêve tout en essayant de trouver l’amour. Simultanément, un documentaire portant sur sa vie est produit,. Audacieux sort le 28 novembre 2018 et est encore aujourd'hui le documentaire le plus regardé sur la plateforme Club illico.
Il dévoile cette même année la sortie de son livre intitulé Parce que mon père est riche, publié aux Éditions La Semaine à travers le Québec. Ce livre qui relate sa vie et sa carrière connaît un immense succès.
En 2019, Olivier met sur pied un tout nouveau festival de musique urbaine, le Festival Métro Métro, qui s'est déroulé sur l'Esplanade du Parc olympique de Montréal. Le festival a accueilli plus de 40 000 personnes en deux jours et avait comme têtes d’affiche les artistes de renommée mondiale comme Cardi B, Future et Snoop Dogg. C'est ainsi qu'il a fondé son groupe événementiel, le Midway Group, qui compte à ce jour plus d'une douzaine de festivals et d'événements annuels à son actif.
L’idée de déménager le Beachclub à Montréal pour un temps limité donne naissance à Oasis, l’expérience Beachclub urbain sur l’Esplanade du Stade olympique. Des DJ de renommée mondiale tels que Carl Cox, Tchami, Tiësto et Diplo y performent pendant quatre fins de semaine consécutives.

### Autres projets
En 2020, alors que la pandémie de Covid-19 frappe et que le monde de l’événementiel est mis sur pause, il se lance dans l’enregistrement de son tout premier Podcast: La Poutine Podcast. Il y reçoit des invités provenant de divers domaines pour y vulgariser des sujets comme l’entrepreneuriat, l’immobilier, la finance, la politique, etc.
Amateur de sports, il utilise cette plateforme pour y partager ses prédictions pour les saisons de football (NFL) et de hockey (NHL).
C’est aussi en 2020 qu’il met sur pied son propre média sur le web, Beach News Every Day.
Reconnu pour son implication dans diverses sphères de l'entrepreneuriat, Olivier lance le projet de franchise des Pizzerias Slice Gang à Sainte-Thérèse, sur la Rive-Nord de Montréal.
Connu pour ses critiques de poutines à travers le Québec à l’été 2019 et partagé sur ses médias sociaux, Olivier Primeau met en vente sa propre poutine congelée nommé Poutine Time (Pause Poutine) en 2020. Cette poutine connaît un grand succès, se vendant partout dans les Couche-Tard et Métro du Québec et dans tous les Costco du Canada après quelques mois seulement.
En 2023, sa pizzéria Slice Gang est la cible d'une tentative d'incendie criminel commandité par le crime organisé. L'accusé, Jean-Richard Émile, tente d'incendier son restaurant avec un cocktail molotov mais est pris sur le fait par deux policiers.
Olivier Primeau possède 36% de l'eau pouvant être exploitée au Québec et développe un plan pour la protection de l'eau qu'il présente à l'assemblée nationale.